# Kanton Saint-Apollinaire
Saint-Apollinaire is een kanton van het Franse departement Côte-d'Or. Het kanton maakt deel uit van het arrondissement  Dijon.  

Het telt 27.534 inwoners in 2018.

Het kanton werd gevormd ingevolge het decreet van 18  februari 2014 met uitwerking op 22 maart 2015.

## Gemeenten
Het kanton omvat bij zijn oprichting volgende 37 gemeenten: 
- Arceau
- Arc-sur-Tille
- Beaumont-sur-Vingeanne
- Beire-le-Châtel
- Belleneuve
- Bèze
- Bézouotte
- Blagny-sur-Vingeanne
- Bourberain
- Champagne-sur-Vingeanne
- Charmes
- Chaume-et-Courchamp
- Cheuge
- Couternon
- Cuiserey
- Dampierre-et-Flée
- Fontaine-Française
- Fontenelle
- Jancigny
- Licey-sur-Vingeanne
- Magny-Saint-Médard
- Mirebeau-sur-Bèze
- Montigny-Mornay-Villeneuve-sur-Vingeanne
- Noiron-sur-Bèze
- Oisilly
- Orain
- Pouilly-sur-Vingeanne
- Remilly-sur-Tille
- Renève
- Saint-Apollinaire
- Saint-Maurice-sur-Vingeanne
- Saint-Seine-sur-Vingeanne
- Savolles
- Tanay
- Trochères
- Varois-et-Chaignot
- Viévigne